# Isabel Fariñas
María Isabel Fariñas Gómez,  es una científica española y catedrática de universidad. Desarrolla su carrera profesional como Catedrática en el Departamento de Biología Celular y Parasitología de la Universidad de Valencia. La doctora Fariñas dirige desde 1998 el Grupo de I+D de Neurología Molecular adscrito a la Estructura de Investigación Interdisciplinar en Biotecnología y Biomedicina (BIOTECMED) de la Universidad de Valencia. 
Hija de emigrantes gallegos, estudió en la Universitat Autónoma de Barcelona, en el Instituto Ramón y Cajal de Madrid y en la Universidad de California, en San Francisco (EUA).  Doctora por la Universidad Autónoma de Barcelona en 1989 con la tesis: Sinaptologia de células piramidales identificadas en la corteza visual del gato. Su formación y producción científica cae dentro del campo de la neurobiología, campo en el que ha desarrollado estudios en el ámbito de la neurodegeneración y la supervivencia neuronal así como en el estudio de células madre en el cerebro adulto.
Su grupo pertenece al Centro de Investigación Biomédica en Red en Enfermedades Neurodegenerativas (CIBERNED), a la Red Nacional de Terapia Celular (TerCel), al Instituto de Biotecnología y Biomedicina de la Universidad de Valencia (BIOTECMED) y es grupo de excelencia Prometeo de la Comunidad Valenciana. 

## Reconocimientos y distinciones
Durante los primeros años de su carrera obtuvo una beca Fullbright para realizar una estancia en el Howard Hughes Medical Institute y una Long Term Fellow del Human Frontier Science Programme (HFSP), en 1992 y 1994 respectivamente.
Desde 2013 es miembro de la Organización Europea de Biología Molecular (EMBO).
En 2014, fue elegida por la Fundación Botín-Banco Santander para formar parte de su programa de ciencia para incentivar la transferencia tecnológica.
En 2015 recibió el "Premio de Investigación y Desarrollo" en la XX Edición de la Universidad-Sociedad de los Premios Consell Social de la Universidad de Valencia. El Jurado reconoció el trabajo de su grupo pluridisciplinar de investigación para orientar los conocimientos básicos que poseen en la búsqueda de soluciones aplicadas al ámbito de la biomedicina y la salud y el hecho de haber suscrito varios acuerdos con empresas para el estudio y viabilidad de la aplicación de los resultados de sus investigaciones.
En 2024 se le concede el Premio Nacional de Investigación  en Modalidad Santiago Ramón y Cajal, en Biología.

## Divulgación científica
Isabel Fariñas ha participado en diferentes iniciativas de divulgación científica para dar a conocer a la sociedad los avances en su campo. Destaca su colaboración en:
- El ciclo de divulgación científica “Conect Talks” del programa de actividades de la Cátedra de Divulgación de la Ciencia de la Fundación Cañada Blanch y la Universitat de València en 2013 y 2016.[12][13][14]
- El evento TEDxUPValència de 2017 con una conferencia titulada “El futuro de la neuroreparación”.[15]

Ha concedido entrevistas sobre su línea de investigación en diferentes medios de comunicación valencianos.